# Schrupphobel

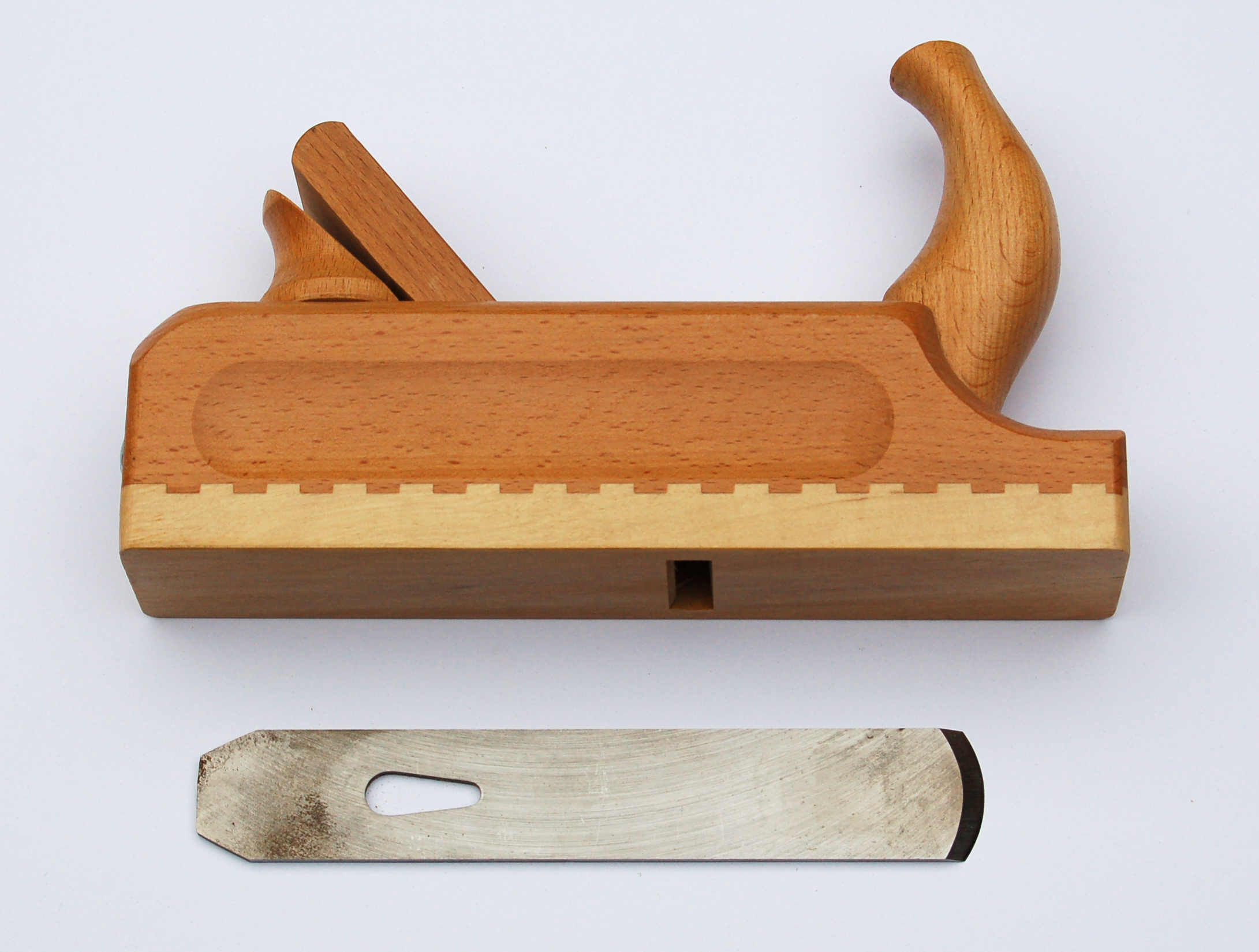
Schrupphobel mit herausgenommenem Hobeleisen

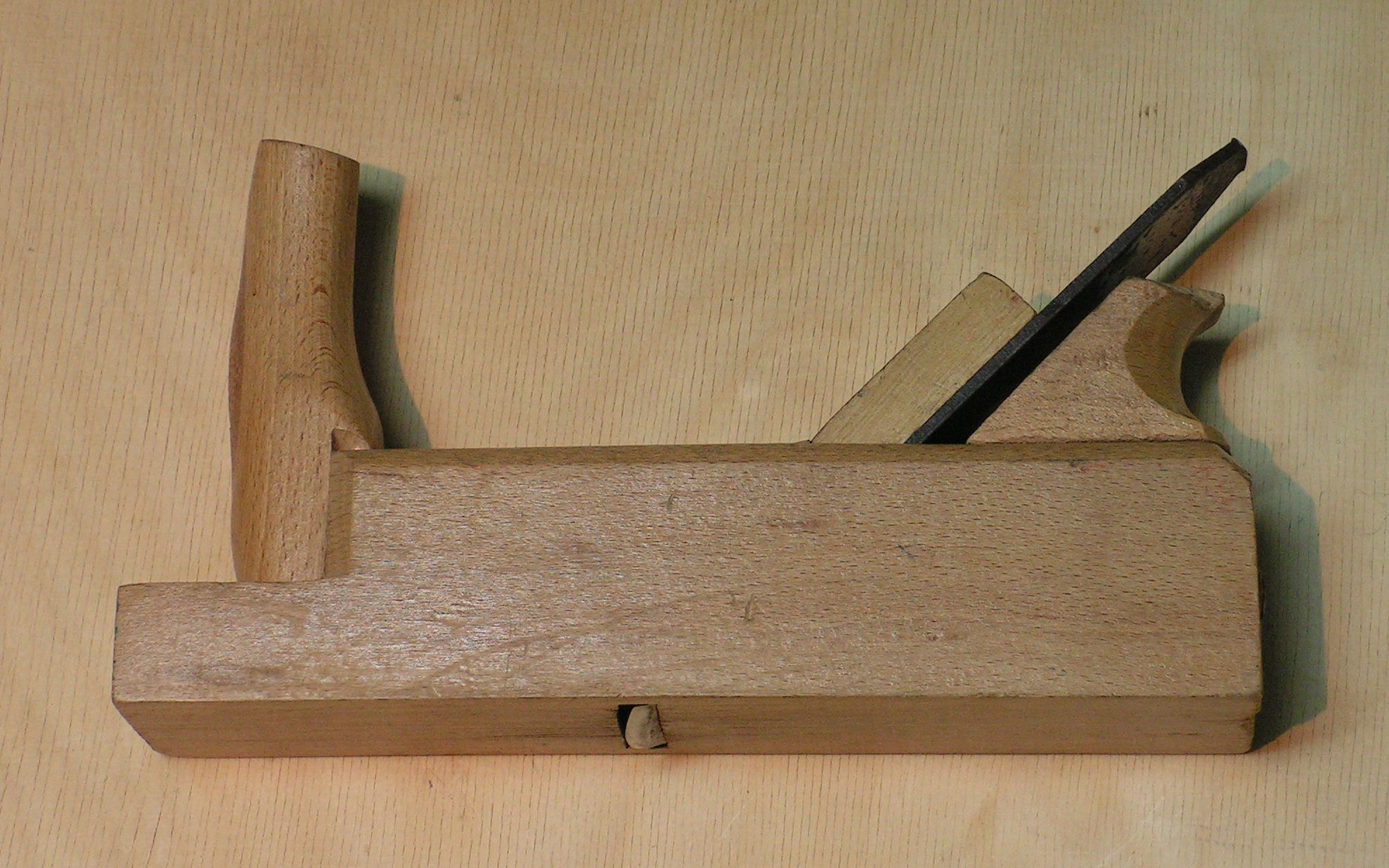
Schrupphobel mit montiertem Hobeleisen

Der Schrupp- oder Schropphobel ist ein Handhobel zur spanenden Bearbeitung von Holz. Er wird zum Schruppen verwendet, dem Abnehmen recht dicker Hobelspäne beim ersten Glätten sägerauher, besonders unebener Hölzer oder zum Verringern der Dicke eines Werkstückes. Dabei wird  häufig die Technik des Zwerchens angewendet, bei der der Hobel nicht parallel zur Faserrichtung, sondern schräg zu dieser geführt wird. Früher wurden die Spuren des Schrupphobels auf nicht sichtbaren Teilen (z. B. Möbelrückwänden) meist belassen, da das Holz in dieser Form eine geringere Neigung zum Verziehen oder Reißen haben soll.
Mit 33 mm Breite nach DIN 5146 ist das Schrupphobeleisen schmaler als bei anderen Hobeln. Da bei großer Dicke der abgenommenen Hobelspäne mit einem gewöhnlichen, rechtwinklig geschliffenen Hobeleisen die Späne an den beiden Flanken mit großem Kraftaufwand herausgerissen würden, verfügt es über eine gerundete (segmentbogenförmige) Schneide. Diese schneidet sauberer und mit geringerem Kraftaufwand kreissegmentförmige, an den Rändern dünne Späne heraus.